# اما راندال
اما راندال (انگلیسی: Emma Randall؛ زادهٔ ۵ ژوئن ۱۹۸۵) بازیکن بسکتبال اهل استرالیا است.